# Tko to tamo pjeva? (1. sezona)
Prva sezona glazbeno-natjecateljske emisije Tko to tamo pjeva? započela je 15. ožujka i završila 31. svibnja 2024. na Novoj TV. 
Emisija je temeljena na izvornoj južnokorejskoj inačici I can see your voice tvrtke CJ ENM. Gordana Čorapina Kojundžić kreativna je producentica sezone.

## Panelisti
| Epizoda | Panelisti  | Panelisti         | Panelisti    | Panelisti    | Panelisti         |
| Epizoda | 1.         | 2.                | 3.           | 4.           | 5.                |
| ------- | ---------- | ----------------- | ------------ | ------------ | ----------------- |
| 1.      | Alka Vuica | Gianna Apostolski | Luka Nižetić | Goran Vinčić | Indira Levak      |
| 2.      | Alka Vuica | Gianna Apostolski | Luka Nižetić | Goran Vinčić | Jasna Zlokić      |
| 3.      | Alka Vuica | Gianna Apostolski | Luka Nižetić | Goran Vinčić | Maja Šuput        |
| 4.      | Alka Vuica | Gianna Apostolski | Luka Nižetić | Goran Vinčić | Momčilo Otašević  |
| 5.      | Alka Vuica | Gianna Apostolski | Luka Nižetić | Goran Vinčić | Joško Čagalj Jole |
| 6.      | Alka Vuica | Gianna Apostolski | Luka Nižetić | Goran Vinčić | Franka Batelić    |
| 7.      | Alka Vuica | Gianna Apostolski | Luka Nižetić | Goran Vinčić | Damir Kedžo       |
| 8.      | Alka Vuica | Gianna Apostolski | Luka Nižetić | Goran Vinčić | Zsa Zsa           |
| 9.      | Alka Vuica | Gianna Apostolski | Luka Nižetić | Goran Vinčić | Domenica Žuvela   |
| 10.     | Alka Vuica | Gianna Apostolski | Luka Nižetić | Goran Vinčić | Maja Šuput        |
| 11.     | Alka Vuica | Gianna Apostolski | Luka Nižetić | Goran Vinčić | Zorica Kondža     |
| 12.     | Alka Vuica | Gianna Apostolski | Luka Nižetić | Goran Vinčić | Giuliano          |

## Pregled emisije
| Epizoda | Epizoda           | Gost panelist     | Natjecatelj                   | Tajni glasovi                           | Tajni glasovi                            | Tajni glasovi                             | Tajni glasovi                             | Tajni glasovi                            | Tajni glasovi                             | Tajni glasovi                   | Tajni glasovi                          | Tajni glasovi                          |
| #       | Datum             | Gost panelist     | Natjecatelj                   | Redosljed eliminacija                   | Redosljed eliminacija                    | Redosljed eliminacija                     | Redosljed eliminacija                     | Redosljed eliminacija                    | Redosljed eliminacija                     | Redosljed eliminacija           | Redosljed eliminacija                  | Pobjednik                              |
| #       | Datum             | Gost panelist     | Natjecatelj                   | Playback                                | Playback                                 | Playback                                  | To sam ja!                                | Tajni studio                             | Ima slike, nema tona                      | Glasoboj                        | Intervju                               | Pobjednik                              |
| ------- | ----------------- | ----------------- | ----------------------------- | --------------------------------------- | ---------------------------------------- | ----------------------------------------- | ----------------------------------------- | ---------------------------------------- | ----------------------------------------- | ------------------------------- | -------------------------------------- | -------------------------------------- |
| 1.      | 15. ožujka 2024.  | Indira Levak      | Dražen Trogrlić ✘ 2 500 €     | 3. Valentina Krajna (tenisačica)        | 4. Marko Stanković (fan Zdravka Čolića)  | 9. Srećko Savretić (svirač na sprovodima) | 6. Dino Lipovac (fizioterapeut)           | 1. Blanka Androšević (trbušna plesačica) | 2. Robert Modrić (boksač)                 | 8. Petra Kuhar (arhitektica)    | 5. Magdalena Čavka (novinarka)         | 7. Marija Božičević (domaćica)         |
| 2.      | 23. ožujka 2024.  | Jasna Zlokić      | Biserka Hajdek ✔ 5 500 €      | 1. (kraljica karaoka)                   | 6. (džokej)                              | 9. (pekar)                                | 8. Una Ibrahimagić (pianistica)           | 2. Zoltan Vukelić (dimnjačar)            | 5. Zoe Bakalov (vizažistica)              | 7. Sanja Horvat (poštarica)     | 4. (poliglot)                          | 3. Dario Terglav (građevinar)          |
| 3.      | 29. ožujka 2024.  | Maja Šuput        | Hrvoje Barić ✘ 2 500 €        | 3. (slastičarka)                        | 5, Katarina Vukadin (instruktorica joge) | 7. (lovac)                                | 9. (modna dizajnerica)                    | 4. (student opere)                       | 6. (maturant)                             | 8. Josip Čolić (fitnes trener)  | 2.Ante Balen (nogometaš)               | 3. Karla Miletić (matematičarka)       |
| 4.      | 5. travnja 2024.  | Momčilo Otašević  | Andrea Višnjić ✘ 3 000 €      | 1. (spasilac)                           | 5. (balerina)                            | 9. (flautistica)                          | 8. Miran Belaić (skakač u vis)            | 6. (policajac)                           | 7. Jelena Cvijić (streljačica)            | 2. (plesačica na stolici)       | 4. Marko Johović (medicinski tehničar) | 3. Ivan Knezović (deratizator)         |
| 5.      | 12. travnja 2024. | Joško Čagalj Jole | Brankica Jurić ✘ 2 500 €      | 1. (kuharica)                           | 6. Jakov Bjelac (pčelar)                 | 8. (detektiv)                             | 4. (vatrogasac)                           | 9. (frizerka)                            | 2. Maid Džombić (putoholičar)             | 7. Antonio Tkalec (restaurator) | 5. Antonio Šarić (radijski voditelj)   | 3. Marija Petrović (Rozgina dvojnica)  |
| 6.      | 19. travnja 2024. | Franka Batelić    | Natali Rade ✔ 5 000 €         | 3. Ernest Marnika (programer)           | 2. (umirovljenica)                       | 8. (ribolovac)                            | 5. Meri Goldašić (influencerica)          | 4. (instrumentalist)                     | 7. (fizičar)                              | 6. Ivan Knez (vodoinstalater)   | 9. Ela Smerdel (imitatorica ABBA-e)    | 1. Zvonimir Paponja (lutkar)           |
| 7.      | 26. travnja 2024. | Damir Kedžo       | Josip Grubešić ✘ 3 000 €      | 2. Martina Jakšić Rodiger (dirigentica) | 6. (klizačica)                           | 9. (latino plesačica)                     | 3. (skladištar)                           | 7. (autolimar)                           | 5. Denis Kovač (knjižničar)               | 4. (miss fotogeničnosti)        | 1. (kaskader)                          | 8. Petra Banac (studentica agronomije) |
| 8.      | 3. svibnja 2024.  | Zsa Zsa           | Matea Katić ✔ 5 000 €         | 3. (cvjećarka)                          | 4. (konobar)                             | 8. Franto Romano (pantomimičar)           | 7. Gloria Berger (vozačica kamiona)       | 2. Ivo Marijan Planinić (glumac)         | 9. (ulični svirač)                        | 6. (farmerica)                  | 5. Nevenka Tokić (fotografkinja)       | 1. Ivona Tomiek (prevoditeljica)       |
| 9.      | 10. svibnja 2024. | Domenica Žuvela   | Paula Eleta Barišić ✘ 2 500 € | 3. (snimateljica)                       | 5. (vlakovođa)                           | 7. Emanuel Srpak (pjesnik)                | 2. (kostimografkinja)                     | 4. Marina Komljenović (pedikerka)        | 8. Maja Štrbac (profesorica engleskog)    | 6. (postolarka)                 | 9. (smetlar)                           | 1. (stand up komičar)                  |
| 10.     | 17. svibnja 2024. | Maja Šuput        | Lana Grujić ✔ 5 000 €         | 2. (nutricionistica)                    | 3. (plesačica na šipci)                  | 7. (biciklist)                            | 6. (odgajateljica)                        | 5. (maratonac)                           | 8. Andrea Granić (profesorica francuskog) | 1. (klaun)                      | 2. (slikarica)                         | 3. (gitarist)                          |
| 11.     | 24. svibnja 2024. | Zorica Kondža     | Filip Rebić ✔ 5 000 €         | 1. Marko Martinović (šokac)             | 6. (sutkinja)                            | 9. (izviđač)                              | 3. Nikola Stazić (pomorac)                | 8. (model)                               | 4. (gatara)                               | 5. (planinar)                   | 2. (krojačica)                         | 7. grafički dizajner                   |
| 12.     | 31. svibnja 2024. | Giuliano          | Luka Končarević ✔ 5 000 €     | 3. (trubačica)                          | 5. Ružica Selak (kumica)                 | 8. Antonia Knežević (učiteljica)          | 6. Irena Curić (povjesničarka umjetnosti) | 7. Matija Troha (marketinški stručnjak)  | 1. Marin Sovar (dizajner vjenčanica)      | 4. (glazbena pedagoginja)       | 9. (ronilac)                           | 2. Toni Leskovar Voćar                 |

## Vanjske poveznice
- Službena stranica novatv.dnevnik.hr
- Popis suradnika emisije Tko to tamo pjeva? – Arhivirana inačica izvorne stranice od 17. kolovoza 2024. (Wayback Machine)